# Cain Velasquez
Cain Ramirez Velasquez (ur. 28 lipca 1982 w Salinas) – amerykański zapaśnik i zawodnik mieszanych sztuk walki (MMA) wagi ciężkiej, dwukrotny mistrz organizacji Ultimate Fighting Championship (2010-2011 i 2012-2015).

## Wczesne życie i edukacja
Urodził się w Salinas, w Kalifornii jako syn Efraína i Isabel Velasquez. Jego ojciec przeniósł się do USA z Sonory jako nielegalny imigrant, gdzie poznał urodzoną w Ameryce Isabel. Związali się, a później pobrali, co pozwoliło Efraínowi uzyskać obywatelstwo amerykańskie. Rodzina Velasquezów miała troje dzieci: Efraína Jr., Adelę i Caína.
Velasquez wychował się w Yumie, w Arizonie. Ukończył Kofa High School, gdzie w ciągu czterech lat zapasów ustanowił rekord 110-10 i dwukrotnie wygrał 5A Arizona Wrestling Championship. Grał także w piłkę nożną przez trzy lata. Jako senior służył jako kapitan zarówno swoich drużyn zapaśniczych, jak i piłkarskich. Jako piłkarz grał na linii obrońcy.
Po ukończeniu szkoły średniej uczęszczał do Iowa Central Community College, walcząc przez jeden sezon (2001–2002) i wygrywając krajowe mistrzostwa National Junior College Athletic Association w wadze ciężkiej. Następnie przeniósł się na Uniwersytet Stanu Arizona. Walczył dla Sun Devils przez trzy sezony i osiągnął rekord 86-17, zajmując 5. miejsce w kraju w 2005 r. i 4. w 2006 r. Podczas pobytu w ASU Velasquez walczył u boku przyszłych zawodników UFC Ryana Badera i C. B. Dollaway. Ukończył ASU w 2006 roku, uzyskując tytuł licencjata na studiach interdyscyplinarnych.

## Kariera MMA

### Wczesna kariera i początki w UFC
W październiku 2006 roku zanotował profesjonalny debiut w MMA, walcząc dla Strikeforce. W 2008 roku podpisał kontrakt z UFC. Po wygraniu w tej organizacji 5 walk z rzędu (4 przez KO/TKO) został wyznaczony do zmierzenia się z Antônio Rodrigo Nogueirą, jednym z czołowych zawodników wagi ciężkiej na świecie. Pokonał go 20 lutego 2010 roku w Sydney (UFC 110) przez nokaut w pierwszej rundzie. Dzięki temu otrzymał szansę walki o mistrzostwo UFC w wadze ciężkiej przeciw dotychczasowemu mistrzowi, Brockowi Lesnarowi. Doszło do niej 23 października w Anaheim, podczas gali UFC 121.

### Mistrz UFC w wadze ciężkiej
Velasquez odebrał Lesnarowi tytuł, pokonując go przez techniczny nokaut w pierwszej rundzie na skutek ciosów pięściami w parterze. W styczniu 2011 roku został wyróżniony przez branżowy portal sherdog.com tytułem „zawodnika roku”.
W pierwszej obronie tytułu jego przeciwnikiem miał być Junior dos Santos. Do walki tej jednak nie doszło z powodu doznanej przez Velasqueza pod koniec 2010 roku kontuzji barku, która wymagała operacji i wyłączyła go ze startów na około 8 miesięcy. W międzyczasie dos Santos ugruntował swoją pozycję pretendenta, pokonując Sahne'a Carwina. Ostatecznie walka między Velasquezem a Brazylijczykiem odbyła się 12 listopada 2011 roku w Anaheim − Amerykanin został znokautowany w 1. rundzie i stracił tytuł. W swojej pierwszej walce po stracie pasa mistrzowskiego pokonał w maju 2012 roku przez techniczny nokaut ciosami w parterze Brazylijczyka Antonio Silvę.
29 grudnia 2012 stoczył rewanż z Juniorem dos Santosem. Po pięciorundowej walce, w której Velasquez zdominował przeciwnika zarówno w parterze jak i w stójce, sędziowie orzekli jednogłośne zwycięstwo Amerykanina. Tym samym odzyskał on mistrzostwo UFC w wadze ciężkiej.
W pierwszej obronie odzyskanego pasa ponownie zwyciężył Antonio Silvę przez TKO w 1. rundzie. Po czasie ogłoszono trzecie starcie Velasquez vs Dos Santos do którego doszło 19 października 2013. Kolejny raz Velasquez był lepszy od pretendenta dominując go i praktycznie stosując tę samą taktykę co w ich drugim starciu czyli wpadanie w klincz z serią ciosów oraz obalenia ale tym razem Velasquez był bardziej zdeterminowany by skończyć walkę przed czasem i dopiął swego w ostatniej rundzie mistrzowskiego boju pokonując kompletnie rozbitego Dos Santosa przez TKO.
Po serii kontuzji które trapiły Velasqueza przez ostatnie lata dopiero 13 czerwca 2015 mógł ponownie stanął do obrony tytułu. Rywalem Meksykanina był kolejny Brazylijczyk Fabricio Werdum, który nieoczekiwanie poddał go w 3. rundzie duszeniem gilotynowym i odebrał mu pas.

### Kariera od 2016
9 lipca 2016 na jubileuszowej gali UFC 200, pokonał przez techniczny nokaut w pierwszej rundzie Travisa Browna.
Walka rewanżowa przeciwko Werdumowi została przełożona i miała się odbyć 30 grudnia 2016 roku na gali UFC 207. Stanowa Komisja Sportowa w Nevadzie nie zatwierdziła Velasqueza do walki, stwierdzając po badaniach fizycznych i wywiadach, że był niezdolny do startu w zawodach ze względu na ostrogi.
W pierwszej walce w swoim nowym kontrakcie, Velasquez był bohaterem walki wieczoru na gali UFC on ESPN 1, gdzie zmierzył się z Francisem Ngannou 17 lutego 2019 roku. Przegrał walkę przez nokaut w pierwszej rundzie.
4 października 2019 r., po jego pierwszym występie w WWE, ujawniono, że Velasquez wycofa się z puli testowej USADA, aby skupić się na swojej zawodowej karierze wrestlingowej. 11 października 2019 roku ogłosił odejście z MMA.

## Styl walki
Styl walki Velasqueza charakteryzuje się chęcią poruszania się do przodu, które daje przeciwnikom bardzo mało miejsca w oktagonie. Często używa niezwykle szybkich kombinacji ciosów. Jest silny w klinczu, gdzie zadaje długie kombinacje, które zwykle kończą się obaleniem.
Po obaleniu przeciwnika często używa umiejętności grapplingowych, aby utrzymać dominującą pozycję, podczas gdy kontynuuje atak z góry - ciosami w tej pozycji, lub decyzją sędziowską.
Był często chwalony za swoją kondycję i niesamowitą wytrzymałość, która pozwoliła mu kontynuować walkę po tym, jak jego przeciwnicy byli wyczerpani. Dzięki temu zyskał przydomek „Cardio Cain”. W lipcu 2013 był rekordzistą pod względem liczby trafionych ciosów na minutę w UFC.

## Życie prywatne
Biegle posługuje się językiem angielskim i hiszpańskim. Występował gościnnie w hiszpańskojęzycznych sieciach telewizyjnych Telemundo i Univision. Oprócz występów w telewizji, był także gościem w nocnym programie TBS Lopez Tonight.
Jest znany z tego, że nosi widoczny tatuaż „Brown Pride” na górnej części klatki piersiowej. Mówi, że jest on hołdem dla jego meksykańskiego dziedzictwa.
Wraz z żoną Michelle mają córkę urodzoną w 2009 roku i syna urodzonego w 2018 roku. Para pobrała się 28 maja 2011 roku.

### Oskarżenia o morderstwo
3 marca 2022 poinformowano, że prokuratura postawiła Velasquezowi aż 10 zarzutów, w tym zarzut próby zabójstwa. Do strzelaniny z jego udziałem doszło w stanie Kalifornia, w San Jose. Jej inicjatorem był właśnie Velasquez, który strzelał w samochód. Znajdowały się w nim dwie osoby, w tym 43-letni Harry Eugene Goularte, który nieoficjalnie miał molestować jego nastoletnią córkę. Chcąc zemścić się, postrzelił przypadkowo drugiego pasażera - ojca wspomnianego człowieka, który trafił do szpitala z ranami niezagrażającymi życiu. Według wielu dziennikarzy Velasquez oddalił się z miejsca zdarzenia, ale szybko został zatrzymany przez policję.
10 listopada opuścił areszt w Santa Clara, w którym przebywał od ośmiu miesięcy. Wyjście Velasqueza jest związane z kaucją ustanowioną przez sędziego i innymi warunkami, które dotyczą wpłacenia miliona dolarów, zakazu posiadania broni, trzymania się z dala od Harry’ego Goularte i jego rodziny i poddaniu się monitoringowi GPS, który oznacza, że bez zgody sądu nie może opuścić miejsca zamieszkania.

## Osiągnięcia

### Mieszane sztuki walki
- 2010-2011: mistrz UFC w wadze ciężkiej
- 2012-2015: mistrz UFC w wadze ciężkiej (do 120 kg)

### Zapasy
- 2000: mistrz Arizony w wadze ciężkiej
- 2001: mistrz Arizony w wadze ciężkiej
- 2002: mistrz USA NJCAA w wadze ciężkiej
- 2005: NCAA Division I − 5. miejsce w wadze ciężkiej
- 2006: NCAA Division I − 4. miejsce w wadze ciężkiej

## Lista walk w MMA
| Wynik     | Bilans | Przeciwnik (bilans przed walką)   | Rozstrzygnięcie                | Runda | Czas | Rozgrywki                            | Data       | Miejsce     | Uwagi                                                                         |
| --------- | ------ | --------------------------------- | ------------------------------ | ----- | ---- | ------------------------------------ | ---------- | ----------- | ----------------------------------------------------------------------------- |
| Przegrana | 14-3   | Francis Ngannou (12-3)            | KO (ciosy pięściami)           | 1     | 0:26 | UFC on ESPN 1: Ngannou vs. Velasquez | 17.02.2019 | Phoenix     | Main Event                                                                    |
| Wygrana   | 14-2   | Travis Browne (18-3-1)            | TKO (ciosy pięściami)          | 1     | 4:57 | UFC 200                              | 09.07.2016 | Las Vegas   | Bonus za występ wieczoru                                                      |
| Przegrana | 13-2   | Fabricio Werdum (19-5-1)          | Poddanie (duszenie gilotynowe) | 3     | 2:13 | UFC 188                              | 13.06.2015 | Meksyk      | Stracił mistrzostwo UFC w wadze ciężkiej. Main Event                          |
| Wygrana   | 13-1   | Junior dos Santos (16-2)          | TKO (ciosy pięściami)          | 5     | 1:51 | UFC 166                              | 19.10.2013 | Houston     | Obronił mistrzostwo UFC w wadze ciężkiej. Main Event                          |
| Wygrana   | 12-1   | Antônio Silva (18-4)              | TKO (ciosy pięściami)          | 1     | 1:21 | UFC 160                              | 25.05.2013 | Las Vegas   | Obronił mistrzostwo UFC w wadze ciężkiej. Main Event                          |
| Wygrana   | 11-1   | Junior dos Santos (15-1)          | Decyzja (jednogłośna)          | 5     | 5:00 | UFC 155                              | 30.12.2012 | Las Vegas   | Zdobył mistrzostwo UFC w wadze ciężkiej. Main Event                           |
| Wygrana   | 10-1   | Antônio Silva (16-3)              | TKO (ciosy pięściami)          | 1     | 3:36 | UFC 146                              | 26.05.2012 | Las Vegas   | Co-Main Event                                                                 |
| Przegrana | 9-1    | Junior dos Santos (13-1)          | KO (ciosy pięściami)           | 1     | 1:04 | UFC on Fox: Velasquez vs. Dos Santos | 12.11.2011 | Anaheim     | Stracił mistrzostwo UFC w wadze ciężkiej. Main Event                          |
| Wygrana   | 9-0    | Brock Lesnar (5-1)                | TKO (ciosy pięściami)          | 1     | 4:12 | UFC 121                              | 23.10.2010 | Anaheim     | Zdobył mistrzostwo UFC w wadze ciężkiej. Bonus za nokaut wieczoru. Main Event |
| Wygrana   | 8-0    | Antônio Rodrigo Nogueira (32-5-1) | KO (ciosy pięściami)           | 1     | 2:20 | UFC 110                              | 21.02.2010 | Sydney      | Bonus za nokaut wieczoru. Main Event                                          |
| Wygrana   | 7-0    | Ben Rothwell (30-6)               | TKO (ciosy pięściami)          | 2     | 0:58 | UFC 104                              | 24.10.2009 | Los Angeles | Co-Main Event                                                                 |
| Wygrana   | 6-0    | Cheick Kongo (14-4-1)             | Decyzja (jednogłośna)          | 3     | 5:00 | UFC 99: The Comeback                 | 13.06.2009 | Kolonia     | Co-Main Event                                                                 |
| Wygrana   | 5-0    | Denis Stojnić (5-1)               | TKO (ciosy pięściami)          | 2     | 2:34 | UFC Fight Night: Lauzon vs. Stephens | 22.02.2009 | Tampa       | Bonus za nokaut wieczoru. Co-Main Event                                       |
| Wygrana   | 4-0    | Jake O’Brien (10-1)               | TKO (ciosy pięściami)          | 1     | 2:02 | UFC Fight Night: Silva vs. Irvin     | 19.07.2008 | Las Vegas   |                                                                               |
| Wygrana   | 3-0    | Brad Morris (10-2)                | TKO (ciosy pięściami)          | 1     | 2:10 | UFC 83                               | 19.04.2008 | Montreal    | Debiut w UFC                                                                  |
| Wygrana   | 2-0    | Jeremiah Constant (4-0)           | TKO (ciosy pięściami)          | 1     | 4:00 | Bodog Fight: St. Petersburg          | 16.12.2006 | Petersburg  |                                                                               |
| Wygrana   | 1-0    | Jesse Fujarczyk (3-1)             | TKO (ciosy pięściami)          | 1     | 1:58 | Strikeforce: Tank vs. Buentello      | 07.10.2006 | Fresno      | Debiut w zawodowym MMA                                                        |